# Fluierașul din Hamelin
Fluierașul din Hamelin (titlul original: în germană Der Rattenfänger von Hameln, însemnând Prinzătorul de șobolani din Hameln, engleză The Pied Piper of Hamelin) este o legendă medievală din orașul Hamelin (Hameln), Saxonia Inferioară, Germania. 
Primele relatări descriu un fluierar, îmbrăcat în haine multicolore, care este angajat de oraș pentru a îndepărta șobolanii prin farmecele instrumentului său muzical. Atunci când primarul refuză să îl plătească pentru munca acestuia, așa cum consiliul orașului promisese inițial, cântărețul se răzbună, folosind puterea magică a fluierului asupra copiilor lor, îndepărtându-i la fel cum a făcut cu șobolanii. Această versiune a poveștii s-a răspândit ca basm popular și a apărut în scrierile lui Johann Wolfgang von Goethe, ale Fraților Grimm (Deutsche Sagen) și ale lui Robert Browning, printre alții.
Există multe teorii contradictorii despre Fluierașul din Hamelin. Unii sugerează că el a întruchipat un simbol al speranței pentru oamenii din Hamelin, care erau loviți de ciumă; alungând șobolanii din oraș, el a salvat oamenii de epidemie. Versiunile povestirii au fost adaptate pe scară largă în muzică, piese de teatru, filme și programe de televiziune. Totodată, povestea fluierașului din Hamelin este asociată în context legendar cu venirea sașilor în Transilvania (precum și cu colonizarea altor grupuri de etnici germani în Europa Centrală și de Est în Evul Mediu Clasic, mai precis în Ostsiedlung).

## Rezumat
În 1284, în timp ce orașul Hamelin suferea de o infestație cu șobolani, a apărut un fluierar îmbrăcat în haine multicolore, pretinzând că este un vânător de șobolani. El i-a promis primarului o soluție la problema rozătoarelor. Primarul, la rândul său, a promis să îi plătească 1000 de florini pentru eliminarea animalelor. Fluierarul a acceptat, și a cântat la fluierul său fermecat pentru a atrage șobolanii în râul Weser, unde toți s-au înecat.
În ciuda succesului cântărețului, primarul și-a încălcat promisiunea, și a refuzat să îi plătească întreaga sumă (care se presupune că a fost redusă la 50 de florini), ajungând chiar să îl acuze pe fluierar că a adus el însuși șobolanii, într-o încercare de șantaj. Înfuriat, cântărețul a părăsit orașul, promițând că se va întoarce mai târziu pentru a se răzbuna. În ziua Sfinților Ioan și Pavel, în timp ce adulții erau la biserică, cântărețul s-a întors, îmbrăcat în verde ca un vânător, și suflând în fluierul său fermecat. În felul acesta, a atras copiii din oraș. O sută treizeci de copii l-au urmat în afara orașului, și în peștera unui munte, urmând a nu mai fi văzuți niciodată. În funcție de versiune, cel mult trei copii au rămas în urmă: unul era șchiop, și nu-l putea urma suficient de repede; al doilea era surd, și nu putea auzi muzica; iar ultimul era orb, și nu putea vedea încotro se îndrepta. Aceștia trei i-au informat pe săteni despre cele întâmplate când au ieșit din biserică.
Alte versiuni relatează că fluierarul i-a condus pe copii în vârful dealului Koppelberg, de unde i-a dus într-un ținut frumos (Muntele Koppenberg sau Transilvania). În alte versiuni, el i-a făcut să intre în râul Weser, așa cum a făcut cu șobolanii, și s-au înecat cu toții. Într-o altă versiune, cântărețul returnează copiii după ce sătenii îi achită de mai multe ori plata inițială în aur.
Strada Bungelosenstrasse („strada fără tobe”) din Hamelin este considerată a fi ultimul loc în care au fost văzuți copiii. De atunci, muzica sau dansul nu sunt permise pe această stradă.

## Analiză

### Cauze naturale
O serie de teorii sugerează că moartea copiilor s-a datorat unor cauze naturale, cum ar fi boala sau înfometarea, și că fluierarul era o figură simbolică a Morții. Temele analoge care sunt asociate cu această teorie includ Dansul Morții (Totentanz) sau Danse Macabre, un trop medieval comun. Unele dintre scenariile care au fost sugerate ca încadrându-se în această teorie includ faptul că micuții s-au înecat în râul Weser, au fost uciși într-o alunecare de teren sau au contractat o boală în timpul unei epidemii. O altă interpretare modernă consideră că povestea face aluzie la un eveniment în care copiii din Hamelin au fost ademeniți de o sectă păgână sau eretică în pădurile de lângă Coppenbrügge (misterioasele „dealuri” Koppen din poem) pentru dansuri rituale, unde au pierit cu toții în timpul unei alunecări bruște de teren sau al prăbușirii unei doline.

### Emigrație

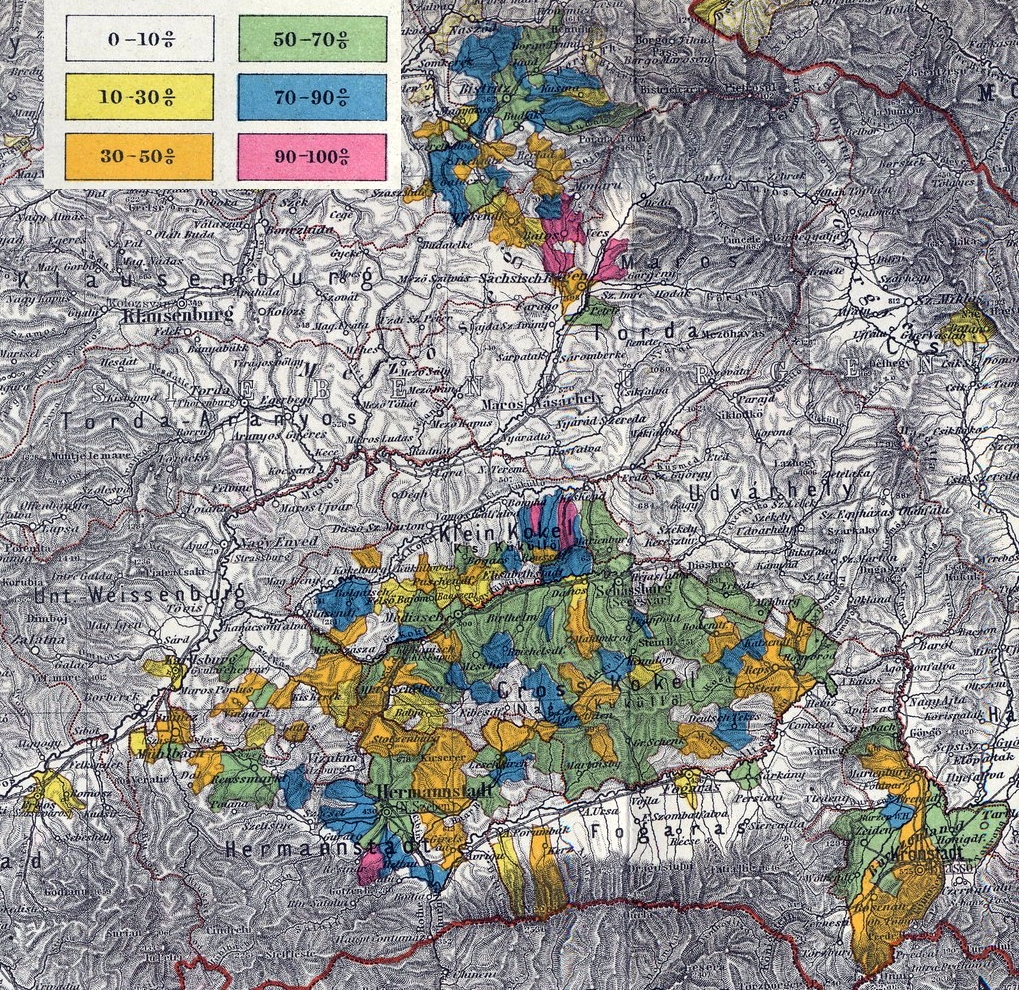
Harta așezărilor germane (săsești) din Transilvania, 1890

Speculațiile privind teoria emigrării se bazează pe ideea că, până în secolul al XIII-lea, suprapopularea zonei a dus la faptul că fiul cel mai mare deținea toate pământurile și puterea (majorat), lăsându-i pe ceilalți ca șerbi. De asemenea, s-a sugerat că unul dintre motivele pentru care emigrarea copiilor nu a fost niciodată documentată a fost faptul că aceștia au fost vânduți unui recrutor din regiunea baltică a Europei de Est, o practică obișnuită la acea vreme. 
În cartea The Pied Piper: A Handbook, Wolfgang Mieder afirmă că există documente istorice care arată că oamenii din zonă, inclusiv Hamelin, au ajutat la colonizarea unor părți din Transilvania. Emily Gerard consemnează în The Land Beyond the Forest un element al basmului popular conform căruia „tradiția populară a susținut că germanii care pe atunci și-au făcut apariția în Transilvania nu sunt alții decât copiii pierduți din Hamelin, care, după ce și-au efectuat lunga călătorie prin pasaje subterane, au reieșit la lumina zilei prin deschiderea unei peșteri cunoscute sub numele de Almescher Höhle, în nord-estul Transilvaniei”. Transilvania a avut de suferit de pe urma îndelungatelor invazii mongole din Europa Centrală, conduse de doi nepoți ai lui Ginghis Han, și care datează aproximativ din perioada primei apariții a legendei fluierarului, la începutul secolului al XIII-lea.